# ヨーゼフ・アウグスト・シュルテス
ヨーゼフ・アウグスト・シュルテス（Joseph August Schultes、1773年4月15日 - 1831年4月21日）は、オーストリアの医師、博物学者である。

## 生涯
ウィーンで生まれた。ウィーン大学でヨハン・ペーター・フランクのもとで学び、その後、ウィーンの貴族階級の子弟の学校、テレジアヌム（Theresianum）の植物学、博物学の教師となり、さらにクラクフやインスブルックの大学で教えた。1809年からフランツ・フォン・パウラ・シュランク（Franz von Paula Schrank）の後をついで、ランツフート大学の博物学と植物学の教授となった。ランツフートの大学は1826年にバイエルン王、ルートヴィヒ1世によってミュンヘンに移されるが、シュルテスはランツフートに留まり、医学校の校長となった。
ヨハン・ヤーコブ・レーマー（Johann Jacob Römer）とともに『カール・リンネの植物分類学』（Caroli a Linné systema vegetabilium:1817-1830）の16版を執筆した。植物学の著書のほかに、多くの旅行記も残した。スウェーデン王立科学アカデミーなど多くの学会のメンバーとなった。
リンドウ科のスクルテシア属（Schultesia）に献名されている。息子のユリウス・ヘルマン・シュルテス（Julius Hermann Schultes:1804-1840）も植物学者となった。

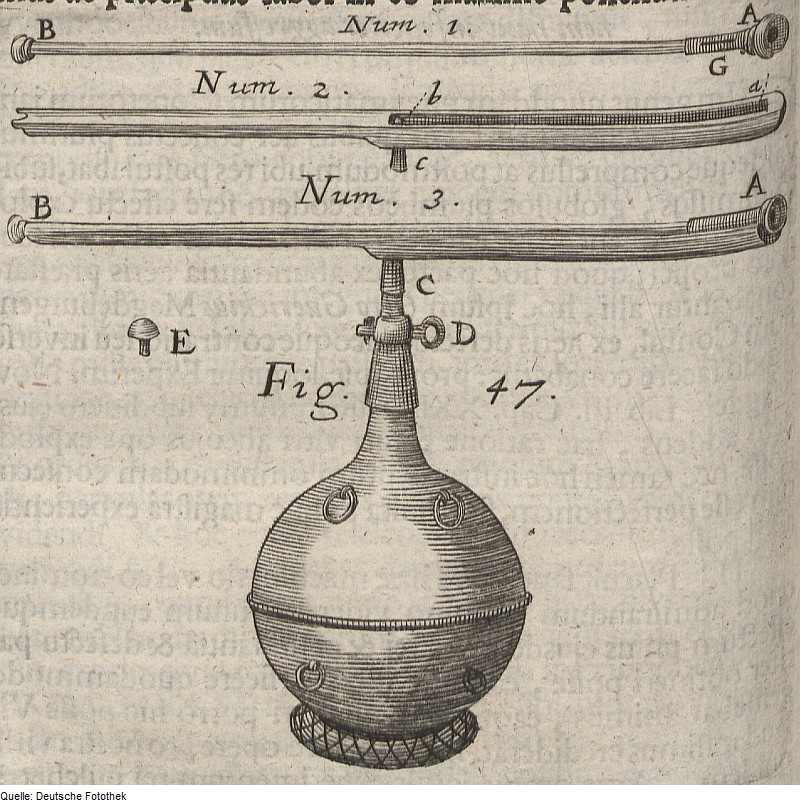
シュルテスの潜水具 „Windbüchse“ の図

## 潜水具の発明
18世紀の末に、人間の酸素消費量を調べるために、1792年に、圧縮された酸素を供給する開放式のヘルメットを発明した。ウィーンでは多くの技術的障害のために実用化できなかったが、数年後にイギリスとフランスで同様な装置が作られるとその発明の先取権を争うことになった。

## 著書
- Oestreichs Flora. 1794.
- Reisen durch Oberösterreich in den Jahren 1794, 1795, 1802, 1803, 1804 und 1808. 1809.
- Ausflüge nach dem Schneeberg. 1802.
- Observationes botanicae …. 1809.
- Baierns Flora. 1811.
- Grundriß einer Geschichte und Literatur der Botanik. 1817.
- Reise auf den Glockner. 1824.
- Mantissa … systematis vegetabilium Caroli a Linné …. 1822–1824 (Bd. 1–2).